# Горещи сърца
„Горещи сърца“ (на португалски: Haja Coração) е бразилска теленовела, продуцирана и излъчвана от „Реде Глобо“. Базирана е на класиката „Сасарикандо“ от 1987 г., създадена от Силвио де Абреу. Премиерата ѝ е на 31 май 2016 г., като замества „Тоталменте Демайс“ в часовия пояс от 19:00 ч. Сценарист е Даниел Ортис в сътрудничество с Патрисия Моретсън, Флавия Бесоун, Изабел Муниз и Нилтън Брага.

## Актьори
Участват: Мариана Хименес, Малвино Салвадор, Александре Боржес, Тата Вернек, Джейм Матарацо, Фернанда Васконселос, Клео Пиреш, Мариса Орт, Жоао Балдасерини, Агата Морейра, Жозе Лорето, Шандели Браз и Габриел Годой.

## Производство
Въпреки че има няколко персонажа и теми от „Сасарикандо“, авторът Даниел Ортис смята, че „Горещи сърца“ не е римейк, а само вдъхновение от теленовелата на Силвио де Абреу, като е запазил някои ядра и ситуации и елиминирал други. По същество това е рестарт. Авторът запазва и град Сао Пауло като фон на теленовелата, но предпочита да я покаже като по-слънчева и весела версия, без насилие.
Сцените са заснети във Вале до Анхангабау, Вила Мадалена, Авенида Паулиста и в Бом Ретиро. В едно уникално действие последният епизод на „Тоталменте Демаиш“ има „кросоувър“ с „Горещи сърца“ – героинята Федора, изиграна от Тата Вернек, се появява в изданието на списание „Тоталменте Демаиш“ на корицата на изданието.
Продукцията има и допълнителен филм – анимационната поредица Тито Кахориньо и неговата турма, вдъхновена от кученцето Тито. Кученцето от породата Джак Ръсел териер ще бъде герой на теленовелата. Сериалът ще бъде пуснат в партньорство между Джишоу и Сом Ливре. Клиповете с музика и хореография, в допълнение към линията от лицензирани продукти и пускането на пазара, е планирано след пускането на новелата, в канала на Сом Ливре в Ютюб, в Джишоу и Глобоплей.

### Кастинг и развитие на героите
Изборът на актриса за образа на Тансиня е доста труден. Моника Йози е първата, която е поканена за образа, но тя отказва поканата. Леандра Леал и Паола Оливейра също са били варианти за образа поради опита си. Оливейра по-късно е обявена за ролята, но поради участието ѝ в „Алем до Темпо“, в който е една от главните героини, телевизията решава да я изгони, за да си почине от малкия екран. След това е разгледан трети вариант – Изида Валверде, но тя има ангажименти. Така ролята е предложена на Мариана Хименес. Дани Калабреса се явява на прослушване за ролята на Федора, но режисьорът на Зора Тотал налага вето върху участието ѝ. Тата Вернек е обявена за ролята. Реджина Кейс е обявена за ролята на Теодора, както и Мария Клара Геирос, като и двете не могат да участват поради ангажираност с други проекти. Вместо нея ролята получава Грейс Джанукас. Първоначално ролята на Франческа е поверена на Кристиане Торлони, но тя предпочита да се присъедини към актьорския състав на Вельо Чико, а по-късно я заменя Мариса Орт. За разлика от други героини, тази, която играе Фернанда Васконселос, сценаристите променят името на героинята от Бригита на Бруна. Чай Суед е трябвало да изиграе ролята на Джовани, но предпочита да се посвети на игралния филм Минха Фама де Мау, оставяйки Джейм Матаразо за персонажа. Първоначално Маурисио Дестри също се явява на прослушване за образа на Бето, но Жоао Балдасерини е предпочетен пред него.

## Сюжет
Действието се развива в Мука, обикновен квартал на Сао Пауло, и проследява живота на Тансиня (Мариана Хименес) - просто и тромаво момиче, което, израснало в традиционно италианско семейство, има силен акцент. В продължение на петнадесет години тя изживява романс с механика Аполо (Малвино Салвадор), изпълнен с кавги и сдобрявания, тъй като и двамата са силни личности. Любовта им е разтърсена, когато тя среща Бето (Жоао Балдасерини), рекламист, който иска да я спечели с чара си и й показва свят на възможности извън рутинния й живот. Тансиня е най-голямата дъщеря на Франческа Ди Марино (Мариса Орт), маркетоложка, която сама отглежда четирите си деца: нежния Джовани (Джейм Матарацо), завистливата Кармела (Чандели Браз) и многострадалната Шърли (Сабрина Петраглиа), както и Тансиня. Франческа така и не приема мистериозното изчезване на съпруга си Гуидо (Вернер Шюнеман) и подозира, че бизнесменът Апарисио (Александър Борхес) е свързан със събитието, след като намира някои улики с помощта на Тансиня.
Когато е по-млад, Апарисио е беден, изоставя истинската си любов Ребека (Малу Мадер) и избира да бъде златотърсач, като се жени за милионерката Теодора Абдала (Грейс Гианукас) - властна жена, наследила конгломерат от компании. Той поема председателството на компанията до съпругата си, въпреки че тя е тази, която дава нарежданията, и двамата имат дъщеря Федора (Татя Вернек), едно екстравагантно, разглезено момиче, което се превръща в образ на майката. Тя се омъжва за мистериозния Леонардо (Габриел Годой), който първоначално планира преврат, за да запази всички пари, но в крайна сметка се влюбва в нея. Въпреки това, докато се опитва да прекъсне плана за убийството на Федора при експлозия на хеликоптер, той в крайна сметка случайно убива Теодора и сега трябва да прикрие лъжите, за да запази съпругата си. Ребека живяла дълго време в Европа и станала блестящ архитект, но се върнала в Бразилия без пари, след като разбрала, че покойният ѝ съпруг похарчил всичко, което имали, преди да умре. Тя се присъединява към двете си колежки, които също са фалирали - Пенелопе (Каролина Фераз), бивша домакиня, която се е развела, без да вземе нищо, и Леонора (Елен Роче), бивша участничка в „Биг Брадър Бразилия“. Тя си намира работа във фирмата на Абдалас и се събира отново с Апарисио, представяйки се за обикновен чистач. Камила (Агата Морейра), арогантната племенница на Теодора, е отговорна за неправомерния арест на Джовани, който след като е освободен и се заклева да ѝ отмъсти. Когато обаче губи паметта си, тя се влюбва в Джовани, който ѝ отвръща с взаимност въпреки горчивината. Обаче Бруна (Фернанда Васконселос), приятелката на Джовани, е трън в очите му, тъй като възнамерява да направи всичко, за да ги раздели.

## Зрителско мнение и рейтинг
При премиерата си „Горещи сърца“ отбелязва зрителски рейтинг от 27 пункта в Сао Пауло, като по този начин е най-гледаното предаване в своя часови пояс, като се вземе предвид паралелната премиера на „Ескрава Мае“ по Реде Рекорд. Следователно е с по-добра аудитория в сравнение с предшественика си „Тоталменте Демайс“. Вторият епизод регистрира 26,4 пункта според консолидираните данни на ИБОПЕ.
Шоуто регистрира значително по-високи рейтинги, например на 11 август то отбеляза рейтинг от 31,6 пункта в Сао Пауло и 33 пункта в Рио де Жанейро (с 47% дял от аудиторията).
Последният епизод регистрира 31,1 точки.

## В България
„Горещи сърца“ започва на 27 август 2021 г. по Би Ти Ви Лейди с разписание епизод всеки делник от 17:00 с повторение от 05:00 на следващия ден и от 01:00 през уикенда и завършва на 13 януари 2022 г. На 23 февруари 2023 г. започва повторно излъчване. Ролите се озвучават от Даринка Митова, Даниела Горанова, Ралица Стоянова, Станислав Пищалов, Иво Райков (до двадесет и осми епизод) и Петър Бонев (от двадесет и девети епизод). Дублажът е на Саунд Сити Студио.